# Gwoździec (obwód iwanofrankiwski)

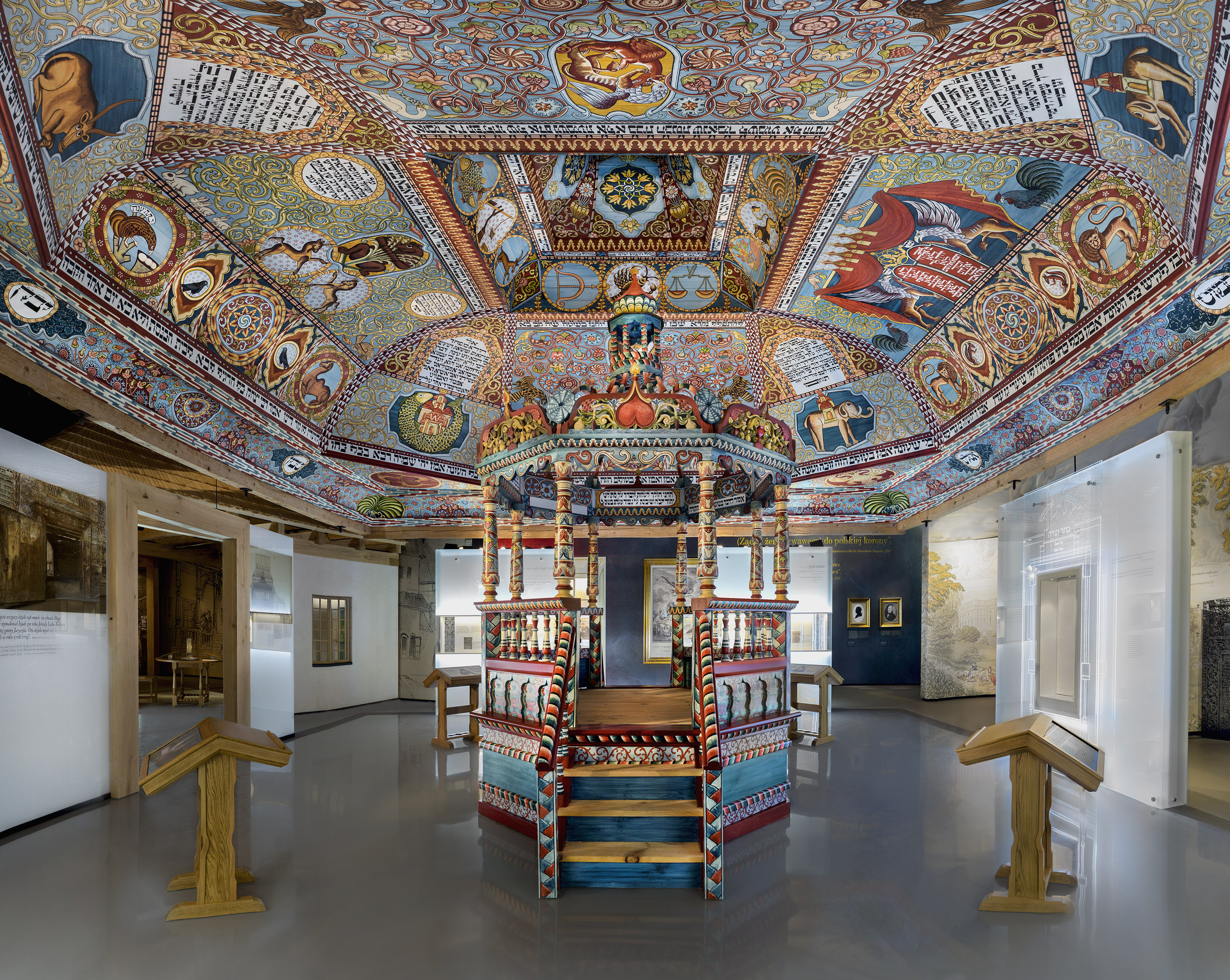
Zrekonstruowane sklepienie i bima synagogi w Gwoźdźcu

Gwoździec (ukr. Гвіздець, Hwizdeć) – osiedle typu miejskiego na Ukrainie, w obwodzie iwanofrankiwskim, w rejonie kołomyjskim, nad Czerniawą.
Położone jest 19 km na północny wschód od Kołomyi i 58 km na południowy wschód od Iwano-Frankiwska; stacja kolejowa Gwoździec, szkoła, urząd pocztowy, cerkiew i ruiny kościoła.

## Historia
Parafię założono w 1475 roku z fundacji podczaszego halickiego Prokopa z Gwoźdzca. W latach 1618–1621 miejscowość zniszczyli Tatarzy. Parafię ponownie odnotowano w 1710 roku. W latach 1918–1939 miejscowość wchodziła w skład II Rzeczypospolitej i była siedzibą gminy Gwoździec Miasto w powiecie kołomyjskim, w województwie stanisławowskim.
W czasie okupacji niemieckiej mieszkające tutaj polskie rodziny Krzeszowców i Nosolów ukrywały Żydów. W 1984 roku Instytut Jad Waszem uhonorował za to tytułami Sprawiedliwych wśród Narodów Świata Karola i Janinę Krzeszowców oraz Piotra i Anielę Nosolów (rodziców Janiny Krzeszowiec).
W latach 1943–1945 miasteczko, a zwłaszcza zabudowania klasztorne, były miejscem schronienia dla ludności polskiej z okolicznych wiosek przed atakami banderowców. Niemniej jednak nacjonaliści ukraińscy z OUN-UPA zamordowali poza jego obrębem miasta 15 Polaków.

## Demografia
- 1765 rok: 900 osób, w tym 60% Żydów[5];
- 1880 rok: 1887 osób, w tym 1263 Żydów[5];
- 1900 rok: 2442 osób, w tym 1683 Żydów[5];
- 1921 rok: 1992 osób, w tym 1234 Żydów, 464 Ukraińców i 294 Polaków[6];
- 1931 rok: 2708 osób[6];
- 1939 rok: 2850 osób, w tym 1550 Żydów. W 1942 roku Niemcy dokonali zagłady ludności żydowskiej. Około 750 osób zabito na miejscu (spalono, rozstrzelano), 300 osób rozstrzelano w lesie k. wsi Gwoździec Stary, pozostałych przesiedlono do Kołomyi, gdzie byli zabijani na miejscu, względnie stamtąd byli deportowani do obozu śmierci w Bełżcu. Gwoździec był także miejscem, gdzie przed deportacją Niemcy czasowo osiedlali Żydów z mniejszych miejscowości. Łącznie przez miejscowość przeszło 3450 Żydów[7];
- 1989 rok: 2108 osób[8]
- 2013 rok: 1943 osób[9].

## Zabytki
- Cerkiew Narodzenia Najświętszej Maryi Panny zbudowana w latach 1850–1855.
- Kościół św. Antoniego i dawny klasztor bernardynów – z inicjatywy księcia Michała Puzyny w 1715 roku do Gwoźdzca przybyli bernardyni, którzy wybudowali drewniany kościółek. W 1730 roku rozpoczęto budowę kościoła murowanego. W 1740 roku ukończono budować klasztor. W 1773 roku rozpoczęto remont wg projektu Franciszka Ksawerego Kulczyckiego, a konsekracji dokonano w 1775 roku. W 1888 roku spaliło się wyposażenie kościoła i dachy. Po remoncie kościół poświęcono w 1896 roku. W latach 1920–1922 naprawiono uszkodzenia dokonane podczas działań wojennych w 1916 roku. Klasztor został opuszczony w 1945 roku po wysiedleniu ludności polskiej[10].
- Po dawnym zameczku obronnym Buczackich do 1939 r. pozostały tylko wały ziemne. Nowy dwór murowany wybudowano w 1875 r. na miejscu starszego.

### Synagoga
W miasteczku znajdowała się drewniana synagoga wzniesiona około roku 1640 i spalona przez Niemców po roku 1941. Drewniane sklepienie tej synagogi z bogatym wystrojem malarskim zostało zrekonstruowane w roku 2014 w Muzeum Historii Żydów Polskich w Warszawie, co stało się możliwe dzięki opracowaniu malarza Karola Zyndrama Maszkowskiego z końca XIX wieku.

## Ludzie związani z Gwoźdźcem
- Mieczysław Brykczyński (1865–1913) – ziemianin, działacz gospodarczy,
- Aleksander St. Dzieduszycki herbu Sas (1813–1879) – syn St. Kostki Dzieduszyckiego i Marianny z Pietruskich; polityk galicyjski,
- Jerzy Kawalerowicz (1922–2007) – polski reżyser i scenarzysta,
- Stanisław Łążyński (1842–1939) – powstaniec styczniowy, zamieszkujący w Gwoźdźcu,
- Dominik Alojzy Magnuszewski (1809–1845) – polski dramatopisarz, poeta, prozaik,
- Ferdynand Pawlikowski (1850–1915) – honorowy obywatel Gwoźdzca[11]
- Jarosław Pstrak (1878–1916) – ukraiński malarz,
- Jan Duklan Puzyna (1842–1911) – polski kardynał, sufragan lwowski, biskup krakowski,
- Leon Puzyna (1868–1932) – ziemianin, działacz gospodarczy, poseł na galicyjski Sejm Krajowy
- Andrij Szewczenko (ur. 1976) – ukraiński polityk, dziennikarz i dyplomata,
- Edmund Wełdycz (1880–1948) – sędzia C. K. Sądu Powiatowego w Gwoźdźcu (1911).